# 宮本和秀
宮本 和秀（みやもと かずひで、1951年5月12日 - ）は、日本の料理研究家。愛知県名古屋市出身。宮本料理プロダクション代表。

## 略歴
1974年 - 東京農業大学農学部栄養学科卒業。名古屋市内の料亭にて住み込みの修業を始める。
1977年 - フランスに渡り、レストランやベーカリーで2年間修業し、本場の料理や菓子の作り方を習得する。
1979年 - CBCラジオの番組、キユーピーラジオクッキングに出演する。（2025年6月現在も継続して出演中）
1980年 - CBCテレビ・キユーピー3分クッキングの初代講師を務めていた父であり同じ料理研究家である宮本三郎の後任として同番組に講師として出演する。1988年から1991年の3年間は、同番組の日本テレビ版でも講師を務めた。以降40年以上の長きに亘って同番組の講師を務めている。（2025年6月現在も継続して出演中）。
同年、宮本クッキングの主宰に就任する。″宮本クッキング″とは父・三郎が1957年（昭和32年）に創設した老舗料理学校。
1994年 - JAふれあい食材のクッキングアドバイザーとなる。
近年は、宮本料理プロダクションを経営する傍ら、JAおよび家の光協会の主幹講師として講演会や料理の講習会に出演するほか、全国の農家やJAを回り取材を行うなど、食に関する活動に尽力している。

## キユーピー3分クッキング出演の経緯
和秀が父・三郎の後を引き継いだ理由は、三郎が体調不良となり1980年5月末をもって番組の降板を余儀なくされたためで、当時和秀はフランスで修業中の身だったが、帰国を決意して番組に登板することとなった。ちなみに1回目の番組内容は、三郎のメニューを和秀が作るという企画に基づいたもので、その時のレシピはカツオの角煮だった。
和秀は「毎日の料理は大変だけれど、毎日のことだからとても大切。視聴者の方々に″料理の楽しさ″をお伝えできればと思っております。」と述べており、「親子で半世紀以上を番組に関わらせていただき、料理家としてとても光栄に思っております。家庭料理研究家として、真摯な姿勢で料理に取り組むことができた貴重な番組です。」と番組への思いを綴っている。

### 初出演回収録時のハプニング
番組の草創期は生放送だったが、1980年頃には既に収録に切り替わっていた。スポンサーや広告代理店などの関係者が見守る中、1本目の収録が無事に終わるかと思われた最後の瞬間、数人の代理店の社員が一斉に拍手をしてしまったためNGとなってしまい、また最初から撮り直すことになったというエピソードが残されている。

## 著作
- 『簡単おかず一年生　Home cooking[9]』 1994年9月、家の光協会、ISBN 978-4-259-53774-6
- 『この味いちばんでらうま料理[10]』 2001年11月、家の光協会、ISBN 978-4-259-56001-0